# Cosme Barrio Ayuso
Cosme Barrio-Ayuso y Miguel (Casarejos, 1826-Madrid, 1887) fue un político, funcionario, jurista y periodista español.

## Biografía
Nacido el 27 de septiembre de 1826 en la localidad soriana de Casarejos, era sobrino de Manuel Barrio Ayuso, ministro de Gracia y Justicia durante el reinado de Isabel II. Barrio Ayuso, que fue político y hombre de administración y trabajó en la reforma del Código Penal, como periodista destacó en materias de hacienda, con contribuciones en diversos diarios y revistas. También sirvió en la Comisión de Códigos y fue secretario del gobierno civil de Guadalajara. Fallecido el 22 de abril de 1887 en Madrid, había sido diputado en 1865 por Guadalajara y en 1876 por el distrito soriano de El Burgo de Osma, además de ser senador por las provincias de Burgos y Soria en la década de 1880. Recibió una cruz de Carlos III por su actuación durante la epidemia de cólera de 1855.